# 貝格伯國
贝格是德国莱茵兰的一个邦國——最初是神聖羅馬帝國的一个伯國貝格伯国（德語：Grafschaft Berg)，拿破崙戰爭后成为一个公国。它的首都是杜塞尔多夫。从12世纪初到19世纪，它作为一个独特的政治实体存在。
貝格伯国現在以地理术语貝吉舍斯蘭（Bergisches Land）的形式存在，這個名詞经常被误解为丘陵地带（bergiges Land），因為貝格這個詞本身是小山的意思。

## 歷史

### 上升期
貝格伯爵於1101年作為埃措南王朝的幼支出現，其根源可追溯到九世紀的洛塔林吉亞王國，並在十一世紀成為下萊茵地區最強大的王朝。
1160年，貝格伯爵領土一分為二，分出的一部分後來成為馬克伯國，要到十六世紀這一部分才回歸同一家族統治。1225年11月7日，貝格早期統治者中最有權勢的貝格的恩格爾貝特二世被刺殺。
1280年，貝格伯爵將宮廷從烏帕河畔的貝格城堡遷至杜塞爾多夫。1288年，伯爵阿道夫五世在瓦林根之戰中戰勝了海爾德公國。
貝格的勢力在十四世紀進一步增強。于利希伯國於1348年與貝格伯國合併，1380年皇帝文采爾將貝格伯國提升為公國，因此成為于利希-貝格公國的起源。

### 繼承問題

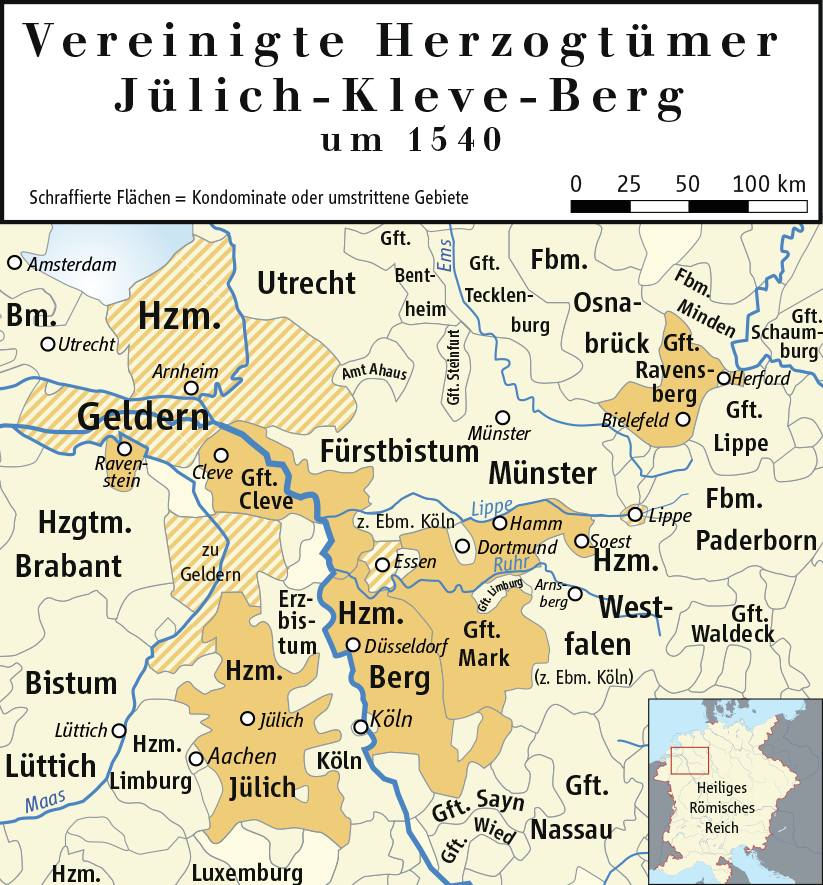
約1540年的于利希-克萊沃-貝格聯合公國地圖

1509年，克萊沃公爵約翰三世策略性地迎娶了于利希-貝格公爵威廉四世的女兒于利希-貝格的瑪麗亞，她亦是她父親財產（于利希、貝格和拉文斯貝格伯國）的繼承人，根據神聖羅馬帝國的薩利克法這些財產將會轉移給女性繼承人的丈夫（女性只能通過丈夫或監護人持有財產）。隨著她父親於1521年去世，于利希-貝格公爵絕嗣，因此其領地將由克萊沃公爵約翰三世統治。這些領地與約翰三世的個人領地馬克伯國和克萊沃公國組成共主邦聯。由於這一次的聯合，這個新于利希-克萊沃-貝格聯合公國公爵控制了當今北萊茵-威斯特伐利亞除科隆采邑主教和明斯特采邑主教領地以外的大部分地區。
然而，這個新的公爵王朝也在1609年滅亡，當時最後一位公爵因瘋癲而死。這引起了直至1614年聯合公國被瓜分之前關於各個領土繼承權的長期爭論：皈依了天主教的諾伊堡行宮伯爵，他併吞了于利希和貝格；而克萊沃和馬克則落入勃蘭登堡選帝侯約翰·西吉斯蒙德手中，後者隨後也成為普魯士公爵。1685年統治普法爾茨選侯國的長系普法爾茨-錫門滅亡後，諾伊堡世系繼承了選帝侯席位，並普遍以杜塞爾多夫為選侯國首都，直到1777年普法爾茨選帝侯也繼承了巴伐利亞選侯國為止。

### 法國大革命與貝格大公國

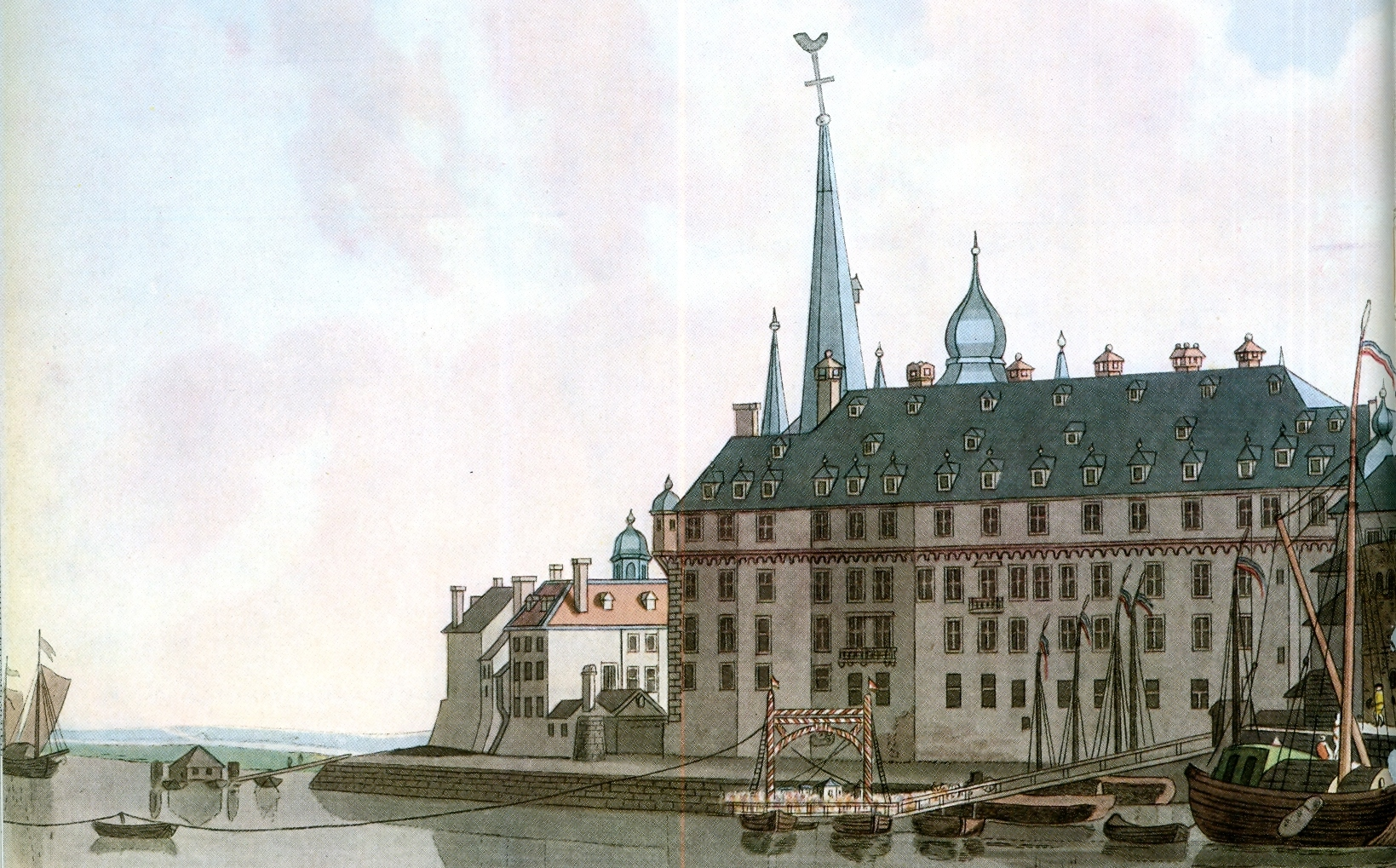
位於杜塞爾多夫的公爵宮殿，1872年毀於大火。

在法國大革命戰爭期間，法國對于利希（法語：Juliers）的佔領（1794年-1801年）和吞併（1801年）分隔了于利希和貝格兩個公國，並於1803年將貝格與其他巴伐利亞領地授予維特爾斯巴赫王朝一支幼系所統治。1806年，在神聖羅馬帝國終結所引起的德意志土地重組之中，貝格獲提升成為貝格大公國，由拿破崙的妹夫繆拉作為大公統治。繆拉的紋章結合了貝格的紅獅和克萊沃公國的紋章。由於繆拉擔任海軍將領和帝國元帥的職務，船錨和權杖亦成為紋章的裝飾。作為拿破崙的妹妹卡羅琳·波拿巴的丈夫，繆拉同樣擁有帝鷹的使用權。
1809年，繆拉從貝格大公晉升為那不勒斯國王一年後，拿破崙的小侄子拿破崙·路易·波拿巴親王（1804年–1831年，拿破崙兄弟，荷蘭國王路易·波拿巴的長子）成為貝格大公；由於新大公仍是一名孩童，法國官僚以孩童的名義管理領土。隨著拿破崙在1813年戰敗以及隨後的和平協議，短暫存在的大公國結束了。

### 于利希-克萊沃-貝格省
1815年維也納會議後，貝格成為普魯士王國的省分于利希-克萊沃-貝格省，1822年與下萊茵大公國併入新建的萊茵省。

## 貝格統治者列表

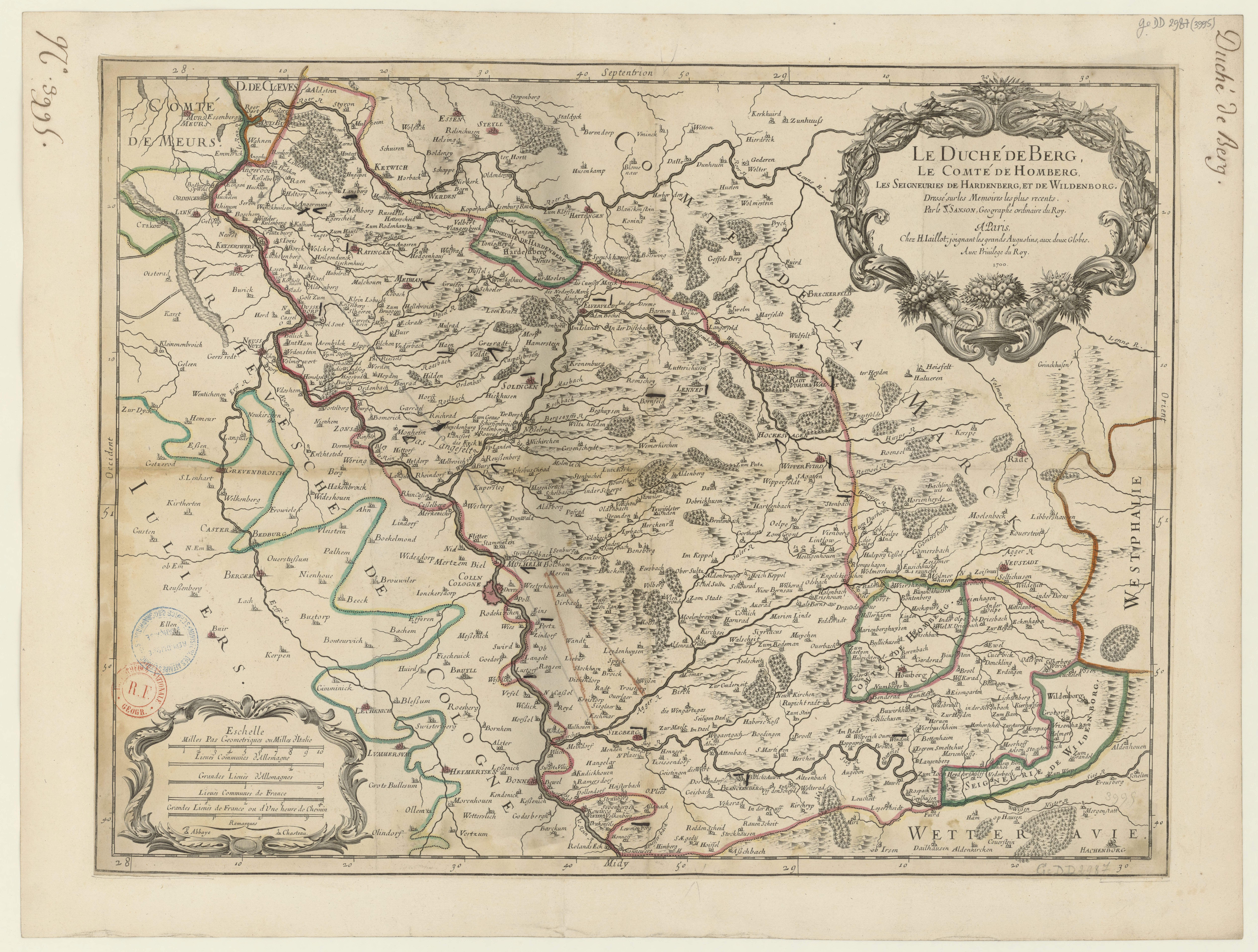
1696年的貝格公國地圖

1812年的貝格大公國

### 埃措南家族
- 赫爾曼一世（英语：Herman I, Count Palatine of Lotharingia），洛塔林吉亞行宮伯爵
- 阿道夫一世（英语：Adolf I of Lotharingia），多伊茨長官
- 阿道夫二世（英语：Adolf II of Lotharingia），多伊茨長官

### 貝格家族
- 1077年–1082年 阿道夫一世（英语：Adolf I of Berg），首位貝格伯爵
- 1082年–1093年 阿道夫二世（英语：Adolf II of Berg），貝格伯爵
- 1093年–1132年 阿道夫三世（英语：Adolf III of Berg），貝格伯爵
- 1132年–1160年 阿道夫四世（英语：Adolf IV of Berg），貝格伯爵
  - 約1140年 - 1148年 阿道夫五世（英语：Adolf V of Berg），貝格伯爵
- 1160年–1189年 恩格爾貝特一世（英语：Engelbert I of Berg (count)），貝格伯爵
- 1189年–1218年 阿道夫六世（英语：Adolf VI of Berg），貝格伯爵
- 1218年–1225年 恩格爾貝特二世（英语：Engelbert II of Berg），科隆大主教，貝格攝政
- 1218年–1248年 伊爾姆加德（英语：Irmgard of Berg），貝格女繼承人，1217年嫁予林堡的亨利四世

### 林堡家族
- 1218年–1247年 亨利四世，林堡公爵、貝格伯爵
- 1247年–1259年 阿道夫四世，林堡伯爵、貝格伯爵
- 1259年–1296年 阿道夫五世
- 1296年–1308年 威廉一世
- 1308年–1348年 阿道夫六世

### 于利希家族（伯爵）
– 與拉文斯貝格伯國組成共主邦聯 –
- 1348年–1360年 格哈德
- 1360年–1380年 威廉二世，1380年升為公爵，是為貝格公爵威廉一世

### 于利希家族（公爵）
– 與拉文斯貝格伯國組成共主邦聯（1404年-1437年除外），1423年後亦與于利希公國組成共主邦聯 –
- 1380年–1408年 威廉一世
- 1408年–1437年 阿道夫
- 1437年–1475年 格哈德
- 1475年–1511年 威廉二世

### 拉馬克家族（公爵）
– 自1521年起成為于利希-克萊沃-貝格聯合公國的一部分–
- 1511年–1539年 約翰
- 1539年–1592年 威廉三世
- 1592年–1609年 約翰·威廉一世

### 維特爾斯巴赫家族（公爵）

若阿尚·繆拉擔任貝格和克萊沃大公時候的紋章

– 與于利希公國和普法爾茨-諾伊堡組成共主邦聯，1690年起亦與普法爾茨選侯國組成共主邦聯，自1777年起亦與巴伐利亞選侯國組成共主邦聯–
- 1614年–1653年 沃夫岡·威廉
- 1653年–1679年 菲利普·威廉
- 1679年–1716年 約翰·威廉二世
- 1716年–1742年 卡爾·菲利普
- 1742年–1799年 卡爾·特奧多爾
- 1799年–1806年 馬克西米利安·約瑟夫
  - 1803年–1806年 巴伐利亞的威廉，巴伐利亞公爵（「行政官」）

### 法蘭西大公
- 1806年–1808年 若阿尚·繆拉
- 1808年–1809年 拿破崙·波拿巴[5]
- 1809年–1813年 拿破崙·路易·波拿巴（拿破崙攝政）

## 紋章
貝格具有歷史意義的紋章展示了一隻帶雙尾巴、藍色舌頭和爪子和頭戴藍色皇冠的紅獅。這只獅子起源於林堡公爵的紋章，因為貝格於13世紀落入了林堡家族的頭銜。

盾牌紋章

## 外部連結
- 维基共享资源上的相關多媒體資源：貝格伯國
- Lwl.org: Edicts of Jülich, Cleves, Berg, Grand Duchy Berg, 1475–1815 (Coll. Scotti) Archive.today的存檔，存档日期2012-12-04
- Hoeckmann.de: Historical Map of Northrhine-Westphalia in 1789 （页面存档备份，存于）

51°12′26″N 6°48′45″E / 51.20722°N 6.81250°E